# Hylliebadet
Hylliebadet er Malmøs største indendørs badeanlæg og ligger i bydelen Hyllie. Det blev åbnet 15. august 2015.
Svømmehallen, der har et areal på 11.500 m2, har et 50 meter-bassin, to lege/træningsbassiner, to vandrutsjebaner, en familieafdeling og en afslapningsafdeling med sauna, varmtvandsbassin, koldtvandsbassin og et udendørsbassin. Derudover findes der en fitnessafdeling.
Med blandt andet 700 m2 solcellepaneler på taget og energibesparende løsninger, er anlægget selvforsynet med energi. Bygningen er tegnet af PP Arkitekter og bygget af NCC.